# Tamaria
Genre
Tamaria est un genre d'étoiles de mer de la famille des Ophidiasteridae.

## Description et caractéristiques
Ce sont des Ophidiasteridae classiques, munies de 5 bras (parfois 4 ou 6) longs et cylindriques. Ce genre se distingue par ses plaques uniformément granuleuses, et la présence de 6 rangées d'aires porifères, qui ne descendent jamais au-dessous des plaques inféro-marginales.

## Liste des espèces
Selon World Register of Marine Species (22 novembre 2014) :
- Tamaria dubiosa (Koehler, 1910) -- Indo-Pacifique des Andaman aux Philippines
- Tamaria floridae (Perrier, 1881) -- Atlantique tropical ouest (Floride, Golfe du Mexique et Caraïbes)
- Tamaria fusca Gray, 1840 -- Indo-Pacifique tropical
- Tamaria giffordensis McKnight in H.E.S. Clark & D.G. McKnight, 2001 -- Nouvelle-Zélande
- Tamaria halperni Downey, 1971 -- Atlantique tropical ouest
- Tamaria lithosora H.L. Clark, 1921 -- Indo-Pacifique tropical
- Tamaria marmorata (Michelin, 1844) -- Océan Indien tropical
- Tamaria megaloplax (Bell, 1884) -- Indo-Pacifique tropical
- Tamaria obstipa Ziesenhenne, 1942 -- Pacifique est
- Tamaria ornata (Koehler, 1910) -- Sri Lanka
- Tamaria pusilla (Müller & Troschel, 1844) -- Philippines
- Tamaria scleroderma (Fisher, 1906) -- Hawaii
- Tamaria tenella (Fisher, 1906) -- Nouvelle-Zélande
- Tamaria triseriata (Fisher, 1906) -- Hawaii
- Tamaria tumescens (Koehler, 1910) -- Australie tropicale et Indonésie

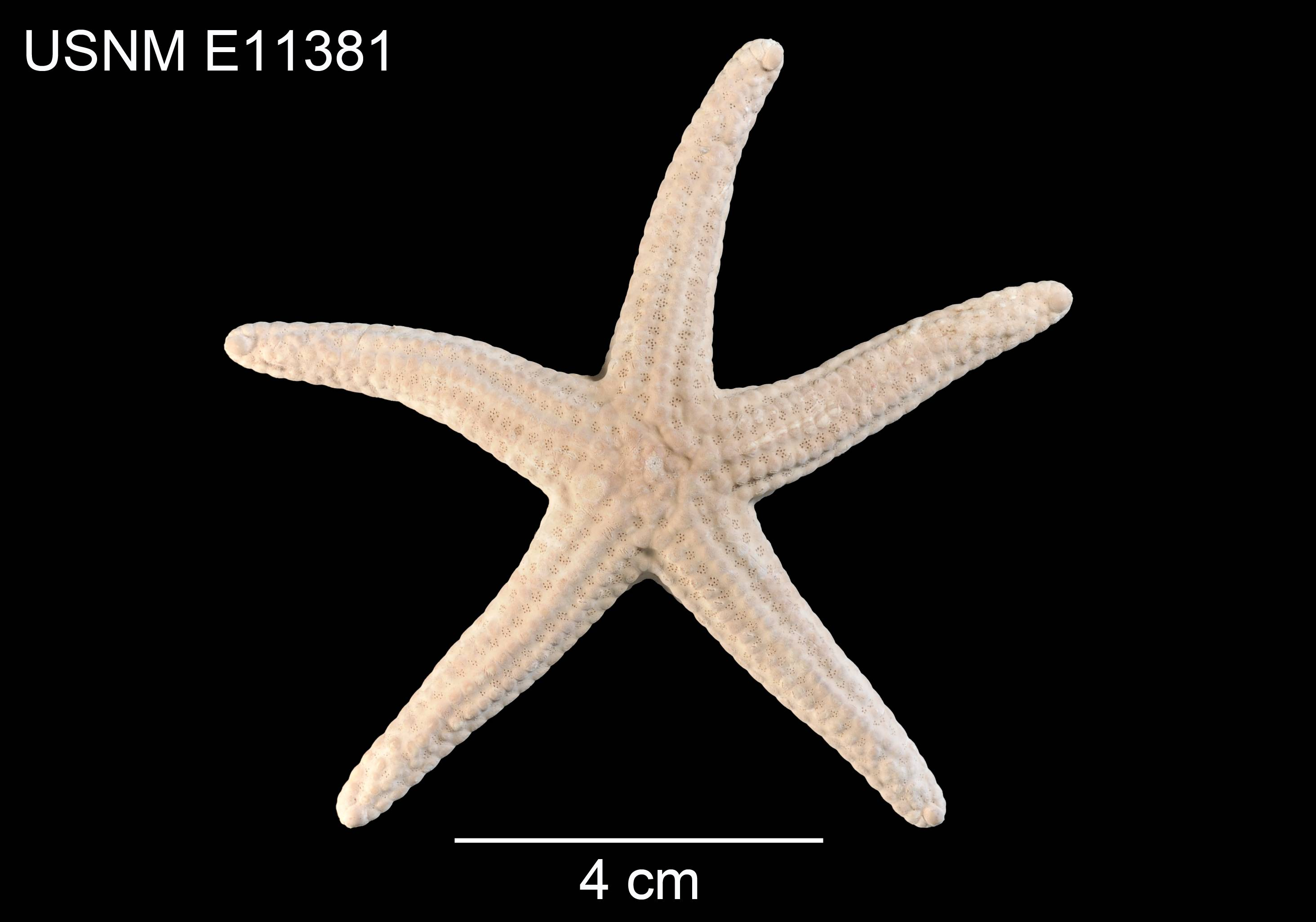
Tamaria halperni (USNM)
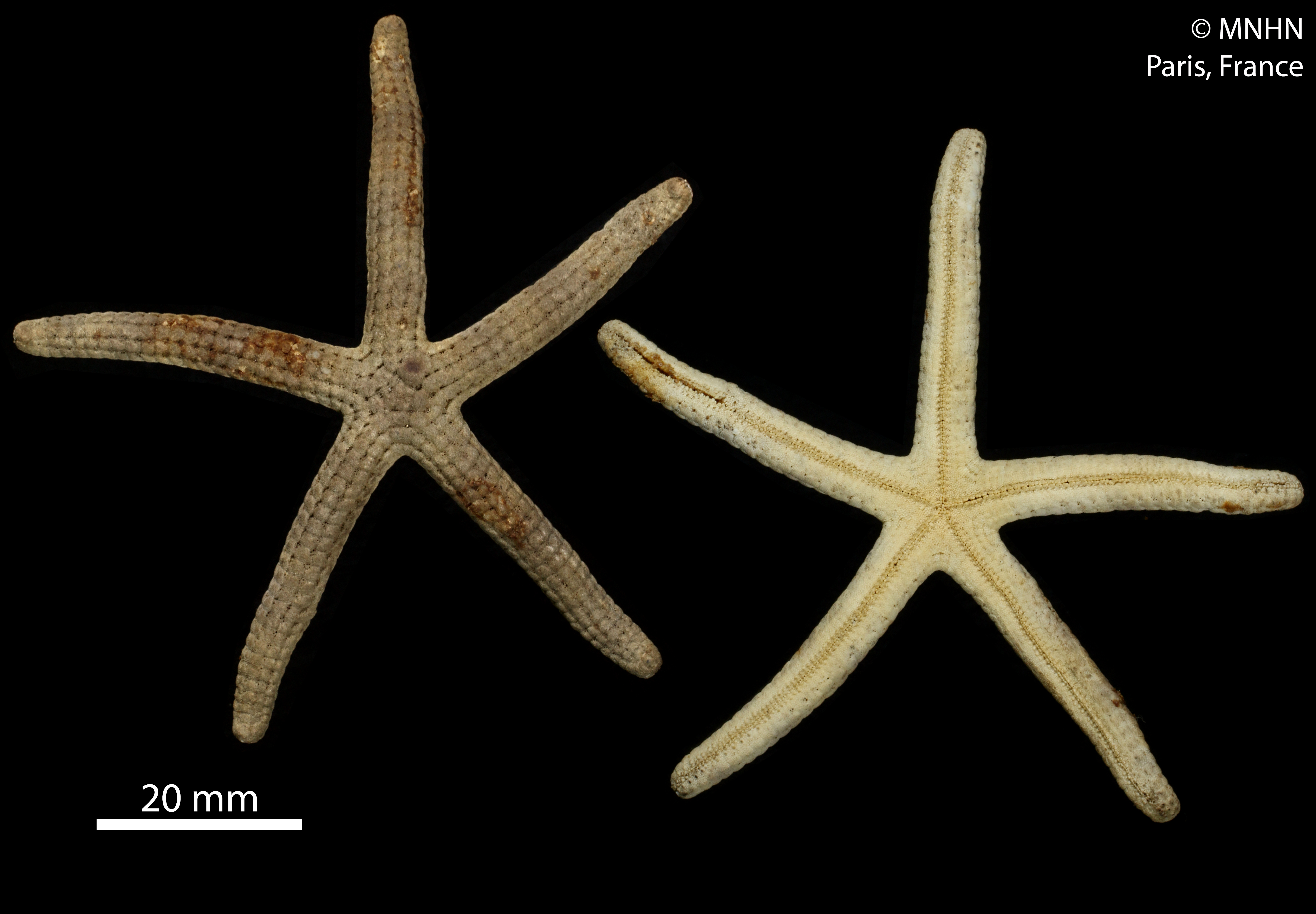
Tamaria marmorata (MNHN)
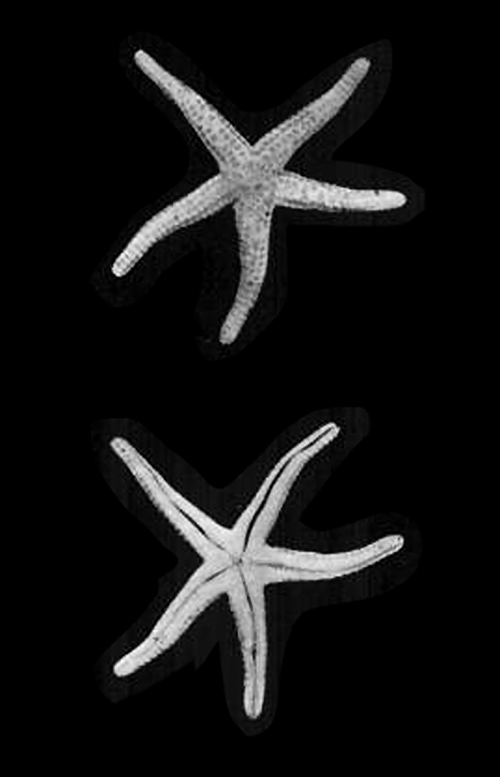
Tamaria obstipa
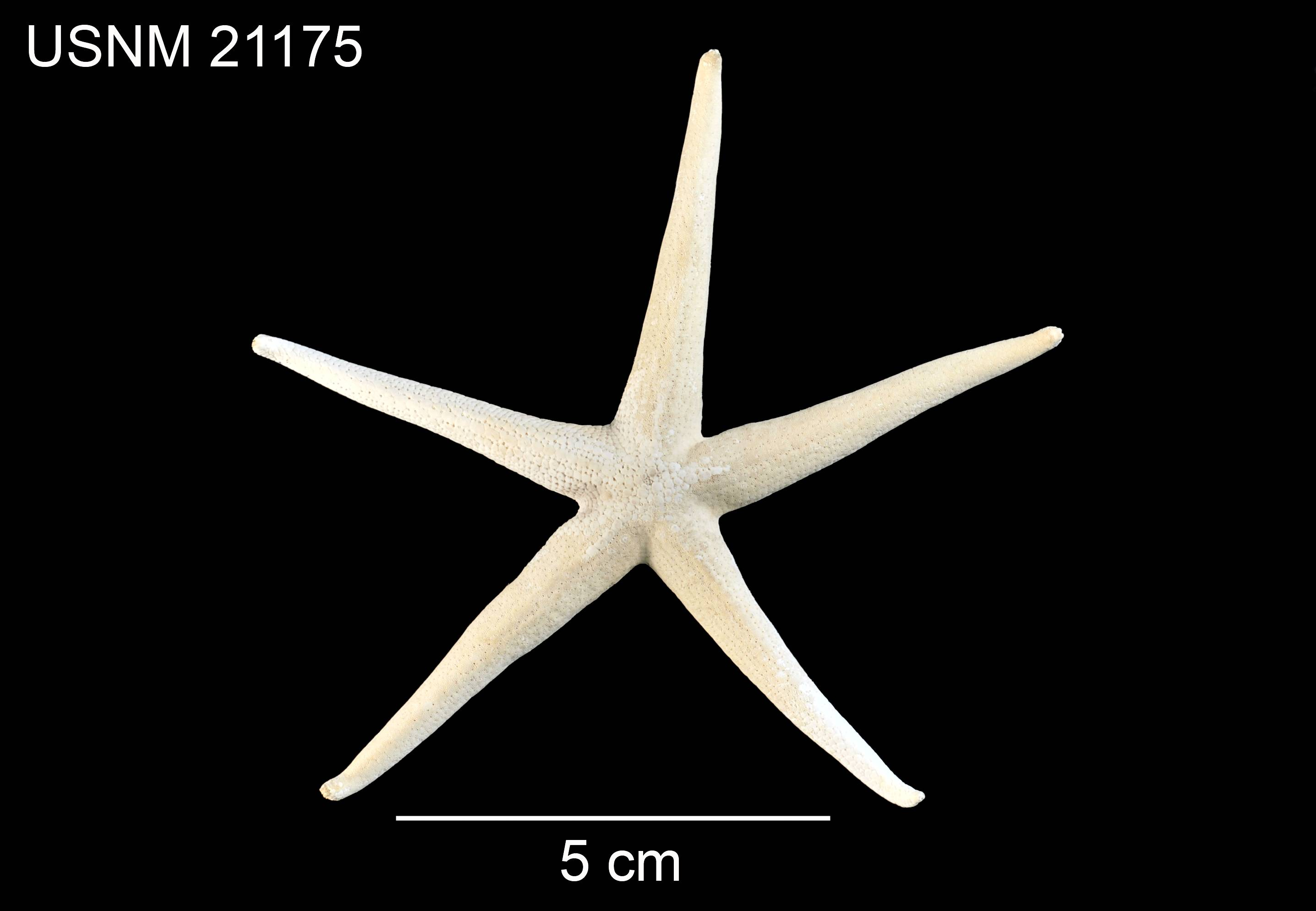
Tamaria scleroderma (USNM)
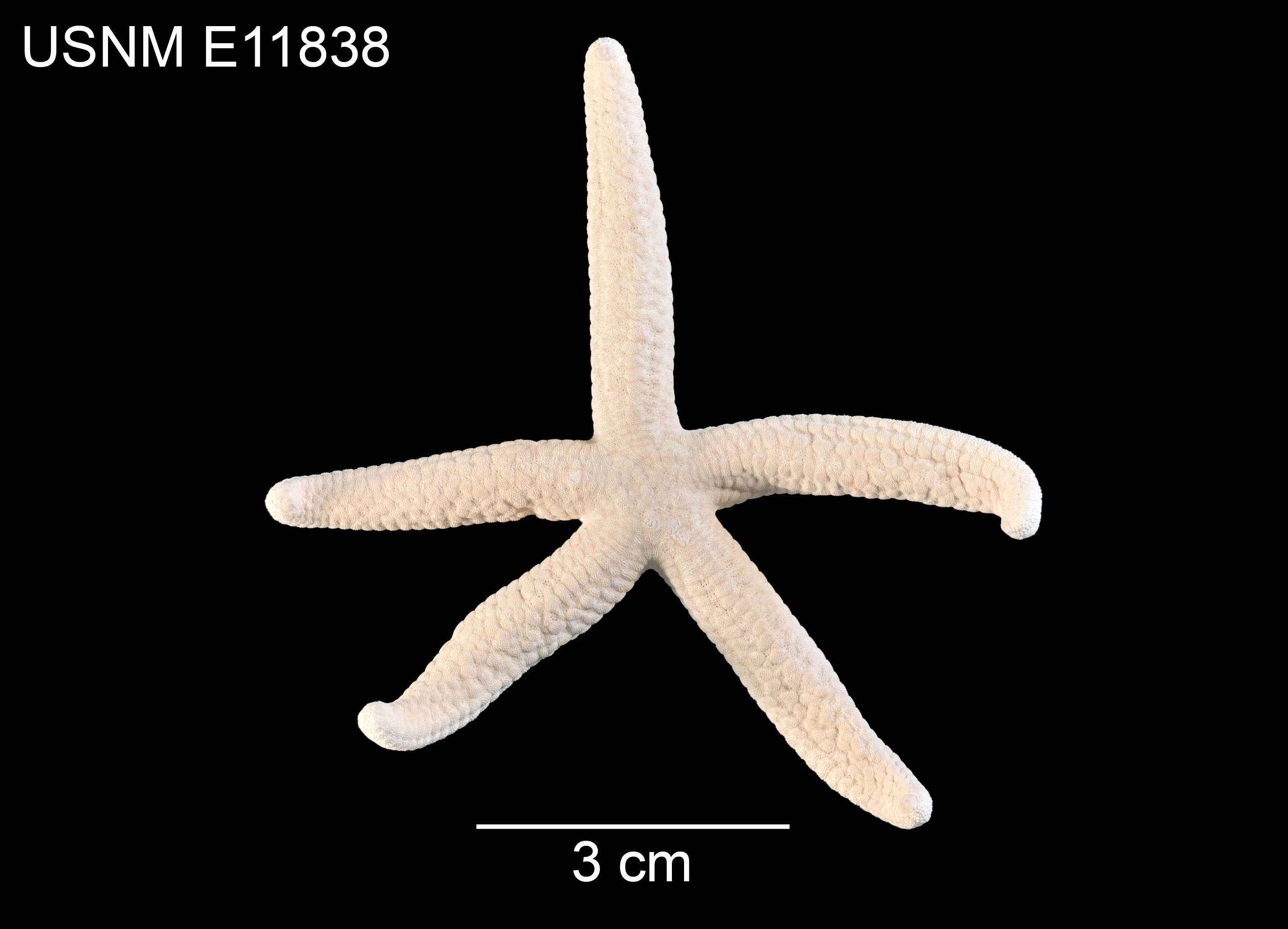
Tamaria stria (USNM)